# Birnamwood (condado de Shawano, Wisconsin)
Birnamwood es un municipio situado en el condado de Shawano, Wisconsin, Estados Unidos. Tiene una población estimada, a mediados de 2022, de 685 habitantes.

## Geografía
El municipio está ubicada en las coordenadas 44°54′45″N 89°09′20″O / 44.91250, -89.15556 (44.913333, -89.155615). Según la Oficina del Censo de los Estados Unidos, tiene una superficie de 81.53 km², correspondientes en su totalidad a tierra firme.

## Demografía
Según el censo de 2020, en ese momento había 682 personas residiendo en la zona. La densidad de población era de 8.37 hab./km². El 85.34% de los habitantes eran blancos, el 0.15% era afroamericano, el 9.68% eran amerindios, el 0.88% eran asiáticos, el 0.73% eran de otras razas y el 3.23% eran de una mezcla de razas. Del total de la población, el 1.31% eran hispanos o latinos de cualquier raza.